# Danny Alves
Miguel Danny Alves Gomes (Caracas, 7. kolovoza 1983.), poznatiji kao Danny, je portugalski umirovljeni nogometaš.
Postigao je zgoditak u utakmici Superkupa Europe protiv Manchester Uniteda.
Portugalski nogometni izbornik objavio je u svibnju 2016. popis za nastup na Europskom prvenstvu u Francuskoj, s kojeg je izostavio Dannyja zbog ozljede.
Danny je potpisao u lipnju 2017. ugovor na dvije godine sa Slavijom Prag, a u Češku je stigao kao slobodan igrač nakon što mu je istekao ugovor sa Zenitom čiji je dres nosio devet godina. Nogometni prvak je zajedno s Portugalcem angažirao i bivšeg turskog reprezentativca Halila Altıntopa te ukrajinskog reprezentativca Ruslana Rotana.

## Vanjske poveznice
- Profil na Transfermarktu
- Profil na Soccerwayu